# حياة الإدريسي
حياة الإدريسي (مواليد 24 سبتمبر 1963) هي مغنية مغربية. اشتهرت بأدائها لأغاني أم كلثوم وأغاني عمالقة من الملحنين العرب أمثال رشدي عبد القادر وأحمد البيضاوي وغيرهم، لتكتسب عن جدارة لقب كوكب الأغنية المغربية.

## حياتها الشخصية
حياة الإدريسي تقيم بمدينة الدارالبيضاء المغرب متزوجة ووالدة لمهدي سلمى وحمزة

## بدايتها الفنية
برزت موهبتها الغنائية منذ الصغر، وقد ساعدها في تنمية موهبتها افتتانها الكبير بالغناء وبالموسيقى، الذي دعمته بالدراسة في معهد الموسيقى في الدار البيضاء، لكنها ظلت دائما متأنية في اختياراتها، حريصة على القيمة الفنية لكل ما تقدمه من أعمال طوال مشوارها الغنائي.

## الإنطلاقة الحقيقية
في عام 1995، منحت فرصة الوقوف على خشبة المسرح في دار الأوبرا المصرية، حيث سحرت الجمهور المصري، بشجونة صوتها الذي يحيل إلى زمن الفن الجميل. ما جعلها تنظم إلى الأوبرا لمدة خمس سنوات.
تضمن أول ألبوماتها «ٱختصار» أغنيات من تأليف شخصيات بارزة مثل حلمي بكر، فاروق شرنوبي، محمد ضياء، والشاعر أحمد فيصل أحمد الرياض السنباطي.
لتتبعه بعدة جولات في كل من فلسطين وسوريا وتونس وهولندا والمغرب، حيث هتف الجمهور في كل ظهور لها بأغاني أم كلثوم.

## الإنفتاح على المشرق
كانت حياة الإدريسي من الأوائل في الساحة الفنية الشرقية والخليجية.

## الإصابة بالسرطان ورحلة الشفاء
أصبيت الفنانة حياة في عام 2004 بمرض الهودشكين (سرطان الأطفال) وتكفل الملك محمد السادس شخصيا بمسيرة شفائها

## الإصدارات الغنائية
- اختصار (ألبوم)
- أنا حبيتو روائع حياة الإدريسي
- كلثوميات حياة الإدريسي
- إنت السبب
- كازابلانكا (ألبوم)
- يا سيدي قلها
- الوحش والطفل (أغنية للقدس)
- الخوف (ألبوم)
- خربوشة (ألبوم)
- شارع قديم (ألبوم)
- دابا تجي
- مغريبي
- الوصية

## حفلات ومهرجانات

### مهرجانات وطنية بالمغرب
- مهرجان طنجة الدولي للسماع والمديح[3]
- سهرة الموشحات المغربية بمسرح محمد الخامس [4]
- الدورة 13 لمهرجان موازين[5]
- مهرجان ربيع الحي الحسني[6]

### مهرجانات دولية
- مصر فعاليات الدورة الخامسة عشرة لمهرجان الموسيقى العربية بمصر
- مصر مسرح دار الأوبرا المصرية ريع الحفل لصالح مرضى أطفال السرطان.
- الكويت
- الإمارات العربية المتحدة
- فلسطين
- سوريا
- تونس
- هولندا